# Meslay-du-Maine
Meslay-du-Maine is een gemeente in het Franse departement Mayenne (regio Pays de la Loire). De plaats maakt deel uit van het arrondissement Château-Gontier. Meslay-du-Maine telde op 1 januari 2022 2.784 inwoners.

## Geografie
De oppervlakte van Meslay-du-Maine bedroeg op 1 januari 2022 24,18 vierkante kilometer; de bevolkingsdichtheid was toen 115,1 inwoners per km².

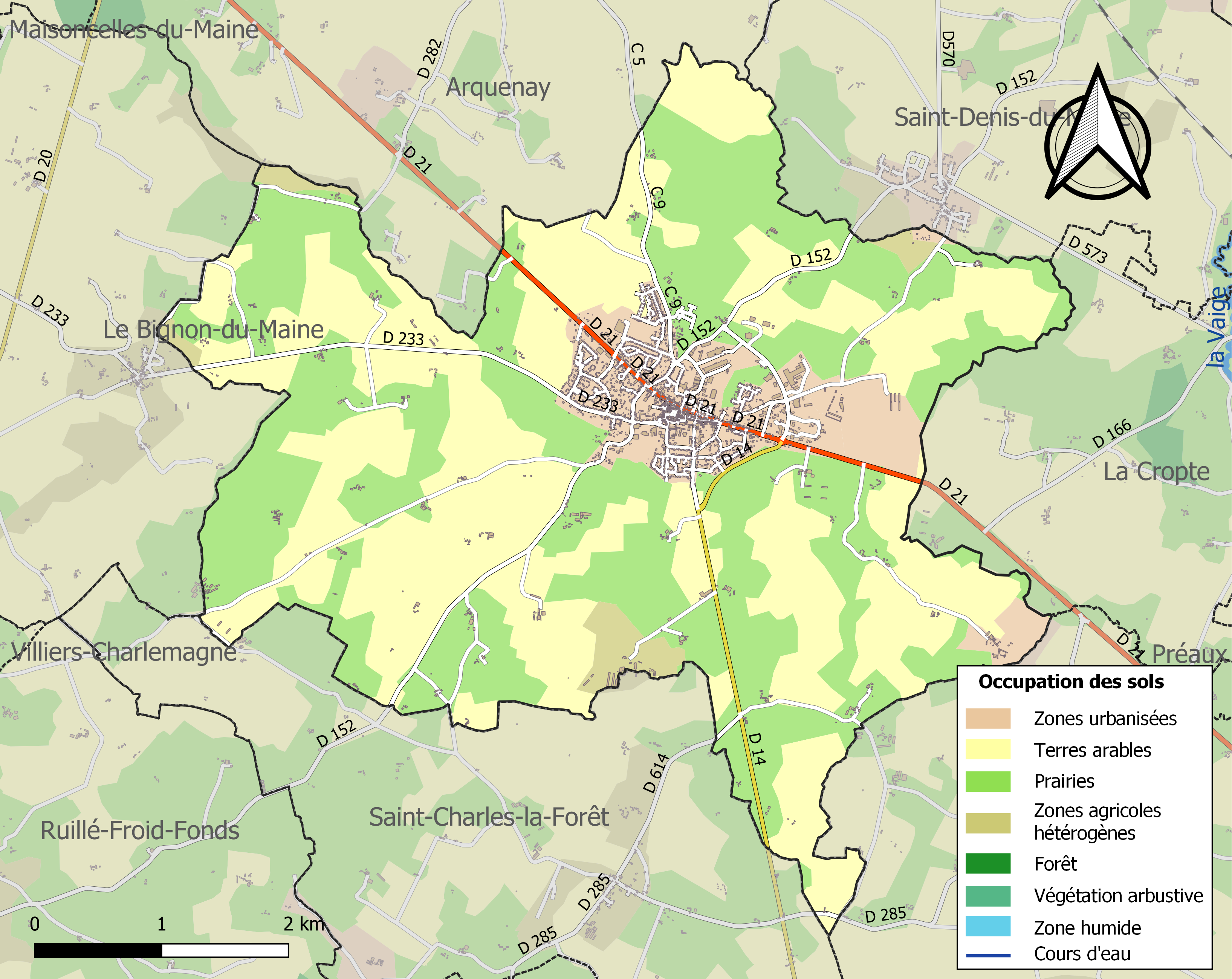
Kaart van de gemeente met de belangrijkste infrastructuur, bodemgebruik en omliggende gemeenten

## Demografie
Onderstaande figuur toont het verloop van het inwonertal (bron: INSEE-tellingen).